# Município de Union (condado de Brown, Ohio)
O município de Union (em inglês: Union Township) é um município localizado no condado de Brown no estado estadounidense de Ohio. No ano de 2010 tinha uma população de 3.064 habitantes e uma densidade populacional de 30,6 pessoas por km².

## Geografia
O município de Union encontra-se localizado nas coordenadas 38° 46′ 44″ N, 83° 49′ 45″ O. Segundo a Departamento do Censo dos Estados Unidos, o município tem uma superfície total de 100.13 km², da qual 98,37 km² correspondem a terra firme e (1,76 %) 1,76 km² é água.

## Demografia
Segundo o censo de 2010, tinha 3.064 habitantes residindo no município de Union. A densidade populacional era de 30,6 hab./km². Dos 3.064 habitantes, o município de Union estava composto pelo 94,68 % brancos, o 3,46 % eram afroamericanos, o 0,13 % eram amerindios, o 0,2 % eram asiáticos e o 1,53 % eram de uma mistura de raças. Do total da população o 0,26 % eram hispanos ou latinos de qualquer raça.